# Нові Обиходи
Но́ві Обихо́ди — село в Україні, у Гайсинському районі Вінницької області. 

## Географія
Відстань до Вінниці становить 80 км., неподалік села проходить автошлях Е50. На східній околиці Нові Обиходи межують з селом Самчинці.

## Історія
Засноване в 1994 році для переселенців з Чорнобильської зони відчуження. За два з половиною роки збудували 360 хат. 14 вересня 1993 року приїхали перші переселенці із Житомирської області.
2017 року шість необжитих будинки купили сім'ї переселенців із Луганської області та кримські татари. На той час у Нових Обиходах було ще більше 100 хат, в які так і не переїхали люди із чорнобильської зони. Вони просто стоять нічийними,  хоча повз них прокладена асфальтована дорога, підведений газ. Постійно ці будинки виставлялись на торги через фонд Держмайна.

## Населення
Населення становить 575 осіб.

## Евакуація з Чорнобильської зони
Село, з якого евакуювали переселенців з Житомирської області носило назву Обиходи. На початку 90-х в чистому полі протягом 2,5 років, збудували понад 300 будинків з білої цегли. У нове село перебралися понад двісті сімей із Обиходів Коростенського району Житомирщини, понад десять сімей з Овруцького району, приїхали й з інших сіл.

## Транспорт
Зупинний пункт Нові Обиходи на лінії «Вінниця-Гайворон» (зупиняються приміські поїзди).

## Цікавинки
- Самчинецьке урочище